# Marisa Román
Marisa Román  (Caracas, Venezuela, 1982. január 30. –) venezuelai színésznő.

## Élete
María Isabel Román Bianchetti néven született 1982. január 30-án született Caracasban. Karrierjét 1998-ban kezdte az Así es la vidában. 2001-ben a Viva la Pepa című sorozatban kapott szerepet. 2003-ban a Cosita Ricában játszott. 2009-ben a La vida entera című telenovellában Carlota Duque szerepét játszotta. 2010-ben megkapta Lucía Reverón szerepét a La mujer perfectában.

## Filmográfia

### Telenovellák
| Év   | Cím                         | Szerep                                 |
| ---- | --------------------------- | -------------------------------------- |
| 1998 | Así es la vida              | Marisol                                |
| 1999 | La calle de los sueños      | Amanda                                 |
| 2000 | Rongybaba (Muñeca de trapo) | Soledad                                |
| 2001 | Viva la Pepa                | Mariana López                          |
| 2001 | A calzón quitao             | Juliana                                |
| 2002 | Trapos íntimos              | María Soledad "Marisol" Lobo Santacruz |
| 2003 | Cosita Rica                 | Verónica Luján/Maria Suspiro Vargas    |
| 2005 | El amor las vuelve locas    | Vanessa Conde                          |
| 2006 | Ciudad Bendita              | Bendita Sánchez                        |
| 2009 | La vida entera              | Carlota Duque                          |
| 2010 | La mujer perfecta           | Lucía Reverón                          |
| 2013 | De todas maneras Rosa       | Rosa María Bermúdez                    |